# Košarka na OI 1976.
Košarka na Olimpijskim igrama u Montrealu 1976. godine uključivala je natjecanja u muškoj, ali po prvi puta na OI i u ženskoj konkurenciji.

## Osvajači odličja
|       | Zlato | Srebro | Bronca |
| Muški | SAD Phil Ford Steve Sheppard Adrian Dantley Walter Davis Quinn Buckner Ernie Grunfeld Kenneth Carr Scott May Tate Armstrong Tom La Garde Philip Hubbard Mitch Kupchak                                            | SFR JugoslavijaBlagoje Georgievski Dragan Kićanović Vinko Jelovac Rajko Žižić Željko Jerkov Andro Knego Zoran Slavnić Krešimir Ćosić Damir Šolman Žarko Varajić Dražen Dalipagić Mirza Delibašić | SSSRVladimir Arzamaskov Aleksandr Salnikov Valery Miloserdov Alshan Sharmukhamedov Andrei Makeev Ivan Edeshko Sergej Belov Vladimir Tkachenko Anatoly Myshkin Mikhail Korkiya Aleksandr Belov Vladimir Zhigily             |
| Žene  | SSSRAngelė Rupšienė Tatiana Zakharova Raisa Kurvyakova Olga Barisheva Tatiana Ovechkin Nadezhda Shuvayena Uljana Semjonova Nadezhda Kakharova Nelly Feriabnikova Olga Sukharnova Tamara Dauinene Natalya Kilmova | SADCindy Brogdon Susan Rojcewicz Ann Meyers Lusia Harris Nancy Dunkle Charlotte Lewis Nancy Lieberman Gail Marquis Patricia Roberts Mary Anne O'Connor Patricia Head Julienne Simpson            | BugarskaNadka Golcheva Penka Metodieva Petkana Makaveyeva Snezhana Mihailova Krassima Gyurova Krassimira Bogdanova Todorka Yordanova Diana Dilova Margarita Shturkelova Mania Stoyanova Girgina Skerlatova Penka Stoyanova |

Za reprezentaciju Jugoslavije igrali su ovi hrvatski igrači: Vinko Jelovac, Željko Jerkov, Andro Knego, Krešimir Ćosić i Damir Šolman, a vodio ih je hrvatski trener Mirko Novosel.